# 浜田警察署
浜田警察署（はまだけいさつしょ）は、島根県警察が管轄する警察署の一つである。

## 所在地
- 島根県浜田市黒川町3748番地10

## 管轄区域
- 浜田市

## 沿革
- 1980年（昭和55年） - 浜田市殿町殿町22番地に移転[1]。
- 2016年（平成28年）3月7月 - 浜田市黒川町3748番地10に新築移転、業務開始[1]。

## 組織
- 総務課 - 総務係、被害者支援係、警察相談係
- 留置管理課 - 留置管理係
- 会計課 - 会計係
- 生活安全課 - 生活安全係、特法犯・少年事件係
- 地域課 - 地域係、パトロール係
- 刑事課 - 刑事指導係、告訴・告発対応係、強行・盗犯係、知能・組織犯罪係、鑑識係
- 交通課 - 交通総務係、交通規制係、交通捜査係
- 警備課 - 警備係

## 交番
（）の中は所在地。
- 浜田駅前交番（浜田市浅井町58番地7）
- 西交番（浜田市原井町943番地4）

## 駐在所
（）の中は所在地。
- 上府駐在所（浜田市上府町イ20番地12）
- 唐鐘駐在所（浜田市国分町1819番地23）
- 長浜駐在所（浜田市長浜町1371番地3）
- 周布駐在所（浜田市周布町イ39番地3）
- 内村駐在所（浜田市内村町683番地9）
- 雲城駐在所（浜田市金城町下来原168番地8）
- 今福駐在所（浜田市金城町今福74番地1）
- 波佐駐在所（浜田市金城町波佐イ367番地4）
- 今市駐在所（浜田市旭町今市643番地1）
- 和田駐在所（浜田市旭町本郷362番地46）
- 弥栄駐在所（浜田市弥栄町長安本郷552番地9）
- 三隅駐在所（浜田市三隅町向野田3155番地2）
- 岡見駐在所（浜田市三隅町岡見586番地1）

## 主な未解決事件
- 2004年2月5日 - 浜田市黒川町で当時77歳の女性が撲殺された事件（被害者は同年2月8日に死亡）[2]。